# Fano (veste papal)
O fano ou fanhão (do latim pannus: tecido, e este de fanon, antiga palavra germânica: pano) é uma veste reservada ao papa, para uso na missa pontifical.

## Forma
O fano é uma espécie de pequena capa de ombros, como uma dupla murça (mozeta) ou camalha de seda branca com listras douradas e avivada de vermelho. Ela consiste de dois círculos de tecido, com uma abertura no centro, para dar passagem à cabeça. Os círculos são presos um ao outro, por esta abertura, ficando as bordas livres. No círculo inferior, que é ligeiramente menor, há uma fenda vertical, para permitir a perfeita passagem da cabeça. Na parte anterior, do círculo superior há uma cruz bordada a ouro. O modo de se colocar o fano é o mesmo usado para se por o amicto, na Idade Média, e até hoje.
Seu uso é o seguinte: depois do diácono ter revestido o papa com a alva, o cíngulo, o subcintório e a cruz peitoral; ele pega o fano pela abertura, passa o círculo inferior pela cabeça do papa, e o ajusta nos ombros, girando a abertura para trás. O círculo superior é mantido sobre a cabeça. A seguir o papa recebe a estola, a dalmática e a casula e o círculo superior é baixado sobre estes paramentos, cobrindo os ombros do pontífice, como um colar. Por cima do fano, é colocado o pálio.

## História
O fano é citado no Ordo Romanus mais antigo, já sendo usado no século VIII. Era então chamado anabologium ou anagologium, não sendo neste período, reservado exclusivamente ao papa.
não se pode afirmar a data exata.
A partir do fm do século XII, o fano passou a ser de uso exclusivo do papa, por determinação expressa de Inocêncio III. Foi então chamado oral, sendo chamado fano, apenas no século seguinte. 
Mas, desde o século VIII, o papa só usou o fano na missa solene. O uso atual, pelo qual o papa é revestido com amito sob a alva e depois o fano surgiu no fim da Idade Média.
O fano, apesar de pouco usado, nunca foi abolido, sendo que o Papa João Paulo II o usou por algumas vezes. O Papa Bento XVI fez uso deste paramento, na cerimônia de canonização do dia 21 de outubro de 2012.
Por privilégio único no mundo, era também usado pelos Patriarcas de Lisboa.

## Matéria e forma
Não há nenhuma informação quanto à forma do fano e do material de que foi feito, em épocas remotas. No fim da idade Média era feito da seda branca, como demonstra o inventário de 1295, do tesouro papal, bem conhecido pelos numerosos trabalhos de arte. A ornamentaçã preferida do fano eram as listras estreitas do ouro e de alguma cor, especialmente vermelho, tecidas na seda. Depois do século XV, o fano passou a ter forma quadrada; a atual forma de colar parece ter surgido no século XVI.

## Simbolismo
O fano  simboliza o escudo da fé (Efésios 6:16), que protege a Igreja Católica, representada pelo Papa. As listras verticais de duas cores, branco e dourado, unidas pela linha vermelha, indicam a unidade e a indissolubilidade das Igrejas Latina e Oriental. O círculo inferior, que fica oculto sobre os paramentos, representa a “Antiga Lei” e o círculo visível, sobre a casula,  representa a “Nova Lei” dada por Jesus.